# Nepeuskun (Wisconsin)
Nepeuskun es un pueblo ubicado en el condado de Winnebago en el estado estadounidense de Wisconsin. En el Censo de 2010 tenía una población de 710 habitantes y una densidad poblacional de 7,58 personas por km².

## Geografía
Nepeuskun se encuentra ubicado en las coordenadas 43°56′18″N 88°49′50″O / 43.93833, -88.83056. Según la Oficina del Censo de los Estados Unidos, Nepeuskun tiene una superficie total de 93.68 km², de la cual 81.97 km² corresponden a tierra firme y (12.5%) 11.71 km² es agua.

## Demografía
Según el censo de 2010, había 710 personas residiendo en Nepeuskun. La densidad de población era de 7,58 hab./km². De los 710 habitantes, Nepeuskun estaba compuesto por el 96.9% blancos, el 0.42% eran afroamericanos, el 0.14% eran amerindios, el 0.14% eran asiáticos, el 0% eran isleños del Pacífico, el 0.42% eran de otras razas y el 1.97% pertenecían a dos o más razas. Del total de la población el 1.83% eran hispanos o latinos de cualquier raza.